# Nebula (Band)
Nebula ist eine US-amerikanische Stoner-Rock-Band, die 1997 von Mitgliedern der Band Fu Manchu gegründet wurde. Bekanntheit außerhalb der Stoner-Rock-Szene erreichten sie unter anderem durch Beiträge zu den Soundtracks der Videospiele NHL 2K7, Tony Hawk’s Pro Skater 4 und Tony Hawk’s Underground 2.

## Diskografie

### Studioalben
- 1999: To the Center
- 2001: Charged
- 2003: Atomic Ritual
- 2006: Apollo
- 2008: John Peel Sessions
- 2009: Heavy Psych
- 2019: Holy Shit
- 2022: Transmissions from Mothership Earth
- 2023: Livewired in Europe[2]
- 2024: In Search Of The Cosmic Tale: Crossing The Galactic Portal[3]

### EPs & Singles
- 1998: Let It Burn (EP)
- 1999: Sun Creature (EP)
- 1999: Nebula/Lowrider (Split-EP mit Lowrider)
- 2000: Clearlight
- 2008: Heavy Psych (EP)
- 2024: In Search of the Cosmic Tale: Crossing the Calactic Portal (Split mit Black Rainbows)

### Kompilationen
- 2002: Dos EPs